# Erebia valesiana
Erebia valesiana är en fjärilsart som beskrevs av Meyer-dür 1852. Erebia valesiana ingår i släktet Erebia och familjen praktfjärilar. Inga underarter finns listade i Catalogue of Life.